# Stenophylax kitagamii
Stenophylax kitagamii är en nattsländeart som beskrevs av Iwata 1927. Stenophylax kitagamii ingår i släktet Stenophylax och familjen husmasknattsländor. Inga underarter finns listade i Catalogue of Life.